# Jiutaisaurus
Jiutaisaurus xidiensis
Genre
Espèce
Jiutaisaurus est un genre fossile de dinosaures sauropodes découvert dans la formation géologique de Quantou (en), en Chine. Cette formation est datée du Crétacé, de l'Aptien au Cénomanien inférieur.
L'espèce type et seule espèce, Jiutaisaurus xidiensis, a été décrite par W.-h. Wu, Z.-m. Dong, Y.-w. Sun, C.-t. Li et T. Li. en 2006.

## Découverte
L'espèce est seulement connue par dix-huit vertèbres caudales en connexion anatomique. Ces fossiles ont été découverts dans la province de Jilin du nord-est de la Chine.

## Classification
Jainosaurus serait un Titanosauria ou un Titanosauriformes basal.